# Giovanni Perrone
Giovanni Perrone (Chieri (Piemont), 1794. március 11. – Róma, 1876. augusztus 28.) olasz teológus.

## Élete
Tanulmányait befejezvén és a teológiai doktori fokot elnyervén, az elsők egyike volt, aki a visszaállított Jézus-társaságba belépett. A dogmatika tanár volt Orvietóban, később a római kollégiumban. 1848-ban Angliába menekült, de csakhamar visszatért. Több római kongregációnak teológusa volt és tevékeny részt vett a hermesianismus elítélésénél és a szeplőtelen fogantatás dogmatizálásánál. Számos értekezése és könyvbírálata jelent meg az Annali delle scienze religiose című folyóiratban.

## Művei
- Praelections theologicae (Róma, 1835-1842, 9 kötet)
- Thesis dogmatica de immaculata B. V. Mariae conceoptione (uo. 1855)
- Pr. theol. de virtutibus fidei, spei et charitatis (Regensburg, 1865)
- Il protestantismo e le regola di fede (Róma, 1853, 3 kötet)
- De matrimonio christiano libri 3 (uo. 1858)
- De romani pontificis infallibilitate etc. (uo. 1874)